# Nearside Car

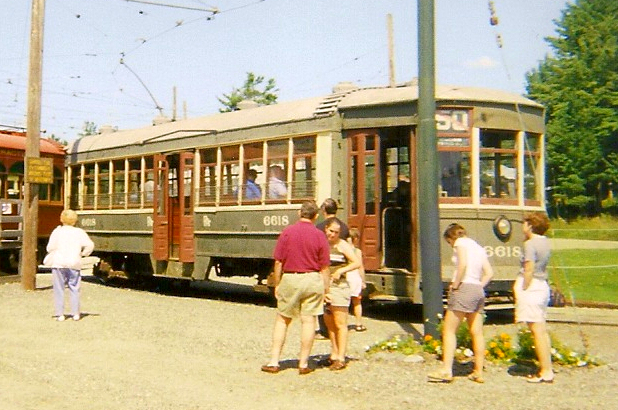
Nearside Car

De Nearside Car is een Amerikaans type trammotorwagen uitgevonden door de president van de bestuursraad van de Philadelphia Rapid Transit (PRT): Thomas E. Mitten.
Zij is de basis voor passagierscirculatie en eenmansbediening en moet gezien worden als een voorloper van de Peter Witt Car. Door de Nearside Car werd het begrip P.A.Y.E. in de VS ingevoerd: ‘Pay As You Enter’.

## Ontstaansgeschiedenis
Al sinds de tijd van de paardentram was het ophalen van de ritprijs bij de passagiers een belangrijk thema. De manier waarop dit vorm werd gegeven, bepaalde in feite het ontwerp van de tram. De passagiers stapten aan de achterkant van de wagen in en door de conducteur werd gedurende de rit het ritgeld geïnd. De passagiers stapt voor bij de bestuurder uit.
De conducteur zag er op toe dat de wagen pas in beweging kwam als elke passagier die meewilde in de wagen was en zich goed vasthield. Door middel van een belsignaal gaf hij dan de bestuurder door dat deze kon vertrekken. Deze methode was ook gebruikelijk toen de elektrische tractie al decennialang was ingevoerd en is in Europa nog tot ver in de jaren 1970 in sommige steden in gebruik geweest.
Er waren bij deze methode incidenten. De bestuurder zette bijvoorbeeld de wagen in beweging terwijl een passagier nog aan het instappen was met als gevolg dat er ongelukken gebeurden – passagiers vielen op straat of in de tram – en de trammaatschappijen werden frequent voor de rechter gesleept.
Vanwege deze twee redenen, het voorkomen van valpartijen en aanklachten, boog Mitten zich over een nieuw tramontwerp.
Het concept was dat een vierassige tram (op twee trucks) werd ontworpen waar passagiers vooraan bij de bestuurder instapten en dan direct de conducteur, die op een stoeltje bij de voordeur zat, passeerden waar zij de ritprijs betaalden. 
Trams met 2 trucks waren toen al ontwikkeld maar daar werd hetzelfde in- en uitstapmodel gehanteerd als bij de kortere 2 assige trams.
De bestuurder zou directe controle over het instappen hebben en het was niet meer de taak van de conducteur te bepalen wanneer de tram optrok. Hij zag uitsluitend toe op het innen van de ritprijs, overstapkaarten, de ritadministratie en het omroepen van de haltes. Passagiers konden bij een van de voordeuren uitstappen. Dit bleek de gewenste reissnelheid toch onder druk te zetten.
De naam Nearside komt voort uit het gegeven dat deze wagens stopten vóór de wegkruising om passagiers vooraan in te laten stappen. In Engels de zogenaamde ‘near side’ van de kruising. Het instappen na de kruising heette ‘far side’.
Er werden in Philadelphia twee proefwagens door de lokale fabriek J. G. Brill gebouwd, een wagen met één bestuurdersstand (een eindpuntlus was dan nodig) en één met twee bestuurdersstanden.
De prototypes werden in Buffalo getest. Na de testfase werd besloten dat de wagen met één bestuurdersstand zou worden doorontwikkeld.
Het standaardontwerp ging uit van een wagen die 45 voet lang was en een breedte had van 8 ½ voet.
Per vervoersmaatschappij werden enkele variaties gebouwd. Zo was er voor Boston een wagen waar ’s zomers de zijpanelen konden worden gedemonteerd en ontstond een open tram. In Engels een ‘semi-convertible’.

## Gebruik
Meer dan 2000 Nearside Cars werden tussen 1911 en 1915 gebouwd. Zij deden dienst in Buffalo (The International Railway Co.), Chicago, Atlantic City, Lincoln (Nebraska) en natuurlijk Philadelphia. 
Philadelphia bezat uiteindelijk, voorspelbaar, de meeste Nearsides: 1500 gebouwd door de J. G. Brill Co. en 6000 tot 7499 genummerd.
Een nadeel van de Nearsides was dat de in- en uitstaptijd nog niet voldoende gereduceerd kon worden doordat passagiers vooraan in- en uitstapten. De ontwikkelingen van de Peter Witt Car losten dit probleem op. Mitten zag de voordelen van de Peter Witt Car ook en gaf opdracht enkele Nearsides te verbouwen.
In de trams werd een dubbele middendeur gebouwd. De zitplaats van de conducteur werd verplaatst naar de rechterkant bij de middendeuren zodat alle passagiers in het midden moesten uitstappen en zwartrijden werd voorkomen.
In Philadelphia beviel dit zo goed dat uiteindelijk vanaf 1919 meer dan 1150 Nearsides op deze wijze werden verbouwd.
Al vanaf 1924 werd meer en meer op rustigere lijnen zonder conducteur gereden en moest de bestuurder toezien op de ritprijsinning. De conducteurzitplaats werd weggehaald en de bestuurder kreeg een ‘fare box’ waar passagiers gepast geld of een speciale geldige munt, een ‘token’, in moesten gooien.
Het grijsrijden, verder meerijden dan waarvoor men betaald had, nam daardoor iets toe maar dit woog niet op tegen de kosten van een conducteur.
Nearsides kregen daarom deuren die door de bestuurder van afstand geopend en gesloten konden worden; de bestuurder kreeg een zitmogelijkheid en een dodemansbediening werd ingebouwd.
Honderden Nearsides hebben tot midden in de jaren 1950 dienstgedaan.

## Afsluiting
De Nearside Car zag binnen enkele jaren in de Peter Witt Car haar opvolger. Van de hele vloot in Philadelphia is één exemplaar bewaard en gerestaureerd. Deze is te bezichtigen in het Seashore Trolley Museum in de staat Maine.